# Peter H. Jährling
Peter H. Jährling (geb. 2. Juli 1956 in Hoxhohl) ist ein deutscher Regisseur, Schauspieler und Schauspiellehrer.

## Leben und Wirken
Vor seiner Schauspielausbildung hat Jährling eine Ausbildung zum Landwirtschaftsmeister und Pferdewirt absolviert. Parallel zu dieser Arbeit sammelte er erste Bühnenerfahrung in Projekten als Stepptänzer und mit eigenen Produktionen, etwa einem Goetheabend oder Projekten zu García Lorca, mit dem er sich auch später immer wieder beschäftigte. Seine Schauspielausbildung erhielt er bei Dominique de Fazio in Rom und Los Angeles und schloss sie mit Ausbildungsbefähigung ab. Er war bei der Neuen Bühne Darmstadt als Schauspieler tätig, beim Freien Schauspielensemble Frankfurt, dem Theater Neu-Ulm, Theater Wrede (Oldenburg), der Theaterwerkstatt Hannover und bei Artscenico in Dortmund, wo er auch als Tänzer eingesetzt war. Seit 2006 arbeitet er eng mit seiner Frau Marijke Jährling in der Compagnie Schattenvögel zusammen, einem Ensemble, in dem er seitdem kontinuierlich als Regisseur arbeitet.
Er führt zusammen mit seiner Frau das im Oktober 2012 eröffnete West Side Theatre in Darmstadt. Neben eigenen Produktionen war in den ersten Jahren das Esoc-Theater mit seinen Aufführungen in englischer und französischer Sprache fester Bestandteil des Programms. Darüber hinaus gab es Jazzkonzerte mit etablierten Solisten und Newcomern, für das die auch zur Sängerin ausgebildete Marijke Jährling verantwortlich zeichnete. Zudem bot das Theater Tänzern Gelegenheit, sich mit eigenen Performances einem Publikum vorzustellen und so ihre Bühnensprache zu entwickeln. Die Compagnie Schattenvögel inszenierte mindestens ein Werk pro Jahr, vom Ein-Mann-Stück Der Ansager einer Stripteasenummer gibt nicht auf des Bodo Kirchhoff bis zu Bertolt Brechts wesentlich aufwändigerem Erstling Trommeln in der Nacht. Letzteres Stück ist für eine freie Gruppe eine hoch gesteckte und daher schwierige Aufgabe, die nur deshalb zu stemmen war, weil Jährling auf Teilnehmer seiner Workshops zurückgreifen konnte. Ein selbst gesetzter Schwerpunkt war „die US-amerikanische Dramatik mit ihrer eigenen Sprachformung und unmittelbaren Nähe zum Menschlichen“. In den meisten Inszenierungen trat er selbst als Schauspieler auf.
Die Spielstätte wurde inzwischen von der innerstädtischen Landwehrstraße in Darmstadt in einen ehemaligen Güterbahnhof an der Industriestraße in Darmstadt-Eberstadt verlagert. Alle Nebenaktivitäten sollen dort weitergeführt werden. Das Jazzprogramm soll dabei internationaler werden, aber auch die Nachwuchsförderung nicht zu kurz kommen. Ebenso soll die Zusammenarbeit mit externen Ensembles wie dem Esoc-Theater ausgebaut werden.
Peter H. Jährling unterrichtet seit 2007 Schauspiel und bereitet erfolgreich auf die Aufnahmeprüfung für Schauspielschulen vor, coacht bestehende Ensembles und bietet entsprechende Kurse an. Jährling entwickelte eine eigene Schauspieltechnik, die er als „Theater des poetischen Realismus“ bezeichnet.

## Theaterproduktionen
- 2006: Tochterhaut (Marijke Jährling)
- 2007: Vieux Carré (Tennessee Williams)
- 2008:  Fool for Love (Sam Shepard)
- 2009: Bezahlt wird nicht! (Dario Fo)
- 2010: Schneeweißchen und Rosenrot (Kinderprojekt)
- 2010: Agnes – Engel im Feuer (John Pielmeier)
- 2011: Fame (Projekt Jugend und Theater Darmstadt)
- 2012: Billies Blues (Marijke Jährling; über Billie Holiday)
- 2013: Fluch der verhungernden Klasse (Sam Shepard)
- 2013: Der Ansager einer Stripteasenummer gibt nicht auf (Bodo Kirchhoff)
- 2013: Ein seltsames Paar (Neil Simon)
- 2014: Ladies Night – Ganz oder gar nicht (Stephen Sinclair und Anthony McCarten)
- 2015: Trommeln in der Nacht (Bertolt Brecht)
- 2015: Mit brennender Geduld (Antonio Skármeta)
- 2016: Mensch Kurt! – Die Tucholsky Revue (Marijke Jährling; Revue rund um Kurt Tucholsky)
- 2017: Die Abenteuer des Kleinen Däumling (Ludwig Bechstein)